# Burmeistera loejtnantii
Burmeistera loejtnantii är en klockväxtart som beskrevs av Jeppesen. Burmeistera loejtnantii ingår i släktet Burmeistera och familjen klockväxter. IUCN kategoriserar arten globalt som sårbar.
Artens utbredningsområde är Ecuador. Inga underarter finns listade i Catalogue of Life.